# Wagholi
Wagholi är en ort i Indien.   Den ligger i distriktet Satara Division och delstaten Maharashtra, i den sydvästra delen av landet, 1 200 km söder om huvudstaden New Delhi. Wagholi ligger 808 meter över havet och antalet invånare är 6 000.
Terrängen runt Wagholi är kuperad åt nordväst, men åt sydost är den platt. Runt Wagholi är det tätbefolkat, med 276 invånare per kvadratkilometer. Det finns inga andra samhällen i närheten. Trakten runt Wagholi består till största delen av jordbruksmark.